# جون د. تشيري
جون د. تشيري (بالإنجليزية: John D. Cherry)‏ هو سياسي أمريكي، ولد في 5 مايو 1951 في سولفر سبرينغز في الولايات المتحدة. حزبياً، نشط في الحزب الديمقراطي. وقد انتخب عضو مجلس ولاية ميشيغان وانتخب عضو مجلس نواب ميشيغان ‏.